# Cirripectes kuwamurai
Cirripectes kuwamurai är en fiskart som beskrevs av Fukao, 1984. Cirripectes kuwamurai ingår i släktet Cirripectes och familjen Blenniidae. Inga underarter finns listade i Catalogue of Life.